# Стојан Трумић
Стојан Трумић (Тител, 29. јул 1912 — Панчево, 16. октобар 1983) био је српски сликар и педагог.

## Живот и дело
Основну школу је похађао у Тителу, гимназију у Панчеву. 1934. – 1940. а касније је завршио Уметничку школу у Београду. Између осталих његов професор је била и чувена српска сликарка Бета Вукановић, сликар Јован Бијелић и сликар Милан Бутозан. После завршетка школе постаје један од чланова групе „Десеторо“. Постављен је за професора цртања у Битољу и за време рата мења место становања Рума, Панчево, Петровград (Зрењанин), Кикинда, а после рата прелази за професора цртања у гимназији у Панчеву. Оснива ликовну групу „Панчево 5“ и био је на студијском путовању у Паризу.
После пензионисања и даље слика и наставља рад на плану уметничке критике.
У сликарству Стојана Трумића разликујемо периоде интимизма, тонске концепције слике ка колористичкој организацији, експресионизам форме и боје ка колористичкој синтези форме.
Умро је 16. октобра 1983. године и сахрањен је у породичној гробници у Тителу.

## Сликарска група „Десеторо“
Сликарска група „Десеторо“ је заједнички излагала 1940. године у Београду и Загребу. Групу су сачињавали: Даница Антић, Боривој Грујић, Никола Граовац, Душан Влајић, Миливој Николајевић, Јурица Рибар, Љубица Сокић, Стојан Трумић, Алекса Челебоновић и Богдан Шупут. Иако по свом саставу хетерогена, група се састојала од 2 жене и 8 мушкараца, било је ту академских сликара, интелектуалаца са факултетским образовањем, али и сликара по вокацији, припадали су разним друштвеним слојевима од радништва до буржоазије. Заједничко овој групи је било то што су сви били сликари и ђаци Јована Бијелића. Неки од ових уметника су страдали у Другом светском рату, а они који су преживели били су значајни ликовни ствараоци у послератном периоду.

## Признања
- члан Академије „Leonardo da Vinči“ у Риму,
- члан Академије „Europa“ у Италији,
- добитник је Вукове награде и
- одликован је Орденом заслуга за народ са сребрним зрацима,
- у родном Тителу Народна библиотека и спомен галерија носе његово име.[2][3]